# Генічеський район
Генічеський район (Геніченщина) — район Херсонської області в Україні, утворений 2020 року. Адміністративний центр — місто Генічеськ.
Генічеський район тимчасово окупований російськими військами 24 лютого 2022 року.

## Історія
Район створено відповідно до постанови Верховної Ради України № 807-IX від 17 липня 2020 року. До його складу увійшли: Генічеська міська, Іванівська, Нижньосірогозька, Новотроїцька селищні територіальні громади.
Раніше територія району входила до складу Генічеського (1923—2020), Іванівського, Нижньосірогозького, Новотроїцького районів, ліквідованих тією ж постановою.